# Bureau des affaires réservées
Le Bureau des affaires réservées (en italien : Ufficio affari riservati, UAR), couramment appelé « les Affaires réservées » (AARR) est le service de renseignement du ministère italien de l'Intérieur entre 1949 et 1974.

## Histoire

### Origines
Avant la Première Guerre mondiale, le ministère de l'Intérieur du royaume d'Italie comptait une section équivalente, le bureau central de recherches (UCI), qui avait pour mission la traque des déserteurs et le contre-espionnage. En 1919 est donc fondée la division des affaires générale et réservées (DAGR).

### Création
C'est en 1949 que la nouvelle République italienne crée son service de renseignement civil sous l'autorité du ministère de l'Intérieur : le bureau des affaires réservées. Il a le statut de bureau central au sein de la direction générale de la Sécurité publique (DGPS).

### Évolution
Il changera de nom une première fois, pour devenir la division des affaires réservées. Se chevauchant régulièrement avec le service des renseignements des forces armées (SIFAR), puis le service des renseignements de la Défense (SID), il devient le service des renseignements généraux et de l'ordre public (SIGOP) en 1969, puis le service des renseignements généraux et de la sécurité intérieure (SIGSI) deux ans plus tard.

### Disparition
Finalement, en 1974, le ministre de l'Intérieur Francesco Cossiga prononce la dissolution des « affaires réservées ». Il crée alors l'inspection générale pour l'action contre le terrorisme (IGAT). En 1977, nombre des anciens de l'UAR passent au service des renseignements et de la sécurité démocratique (SISDE) et au bureau central pour les investigations générales et les opérations spéciales (UCIGOS).

## Fonctionnement
L'UAR jouait le rôle de police politique. À ce titre, parmi ses différentes sections, on trouvait la section « Gauche et étrangers » ou « Droite et situation intérieure ». Les Affaires réservées administraient un fichier politique central. Dans chaque province se trouvait un bureau politique (Ufficio Politico) et un bureau de surveillance des étrangers (UVS), compétent en matière de contre-espionnage. Les deux dépendaient de la préfecture de police.